# 鶴八鶴次郎
鶴八鶴次郎（つるはちつるじろう）は、川口松太郎による短編小説・新派戯曲。「オール読物」の1934年10月号に掲載。翌年、第１回直木三十五賞を受賞。1938年と1956年には映画化、1956年・1966年・1973年にはテレビドラマ化している。

## あらすじ
時は大正時代。舞台は東京。鶴賀鶴八、鶴次郎という新内の名コンビがいた。彼らは、心の中ではお互いに尊敬し好意を抱き合っていたが、芸への熱意から頻繁に喧嘩していた。喧嘩別れをし、鶴八は料亭へ嫁がざるを得なくなった。

## 映画

### 1938年版
映画『鶴八鶴次郎（1938年）』：長さは89分。
- 監督・脚色：成瀬巳喜男[2]
- 原作：川口松太郎
- 出演：長谷川一夫、山田五十鈴など

### 1956年版
映画の長さは125分。第7回ブルーリボン賞助演男優賞（多々良純）を受賞した作品である。
- 監督：大曾根辰保
- 原作：川口松太郎
- 脚色：井手雅人
- 撮影：石本秀雄
- 出演：高田浩吉、淡島千景、石浜朗、小山明子、山村聡、多々良純、坂東簑助など

## テレビドラマ
テレビドラマは3度放送されているが、いずれも前後編となっている。

### 1956年版
1956年10月22日・同年10月29日にKRT（現：TBSテレビ）の『ウロコ座』（月曜21:50 - 22:20。武田薬品工業一社提供）で放送。
- 出演：花柳章太郎、初代水谷八重子[4]

### 1966年版
1966年1月6日・同年1月13日にフジテレビ系列の『シオノギテレビ劇場』（当時木曜22:00 - 22:45。塩野義製薬一社提供）で放送。
- 脚本：榎本滋民
- 演出：吉岡哲雄
- 出演者：山本富士子、仲代達矢、三島雅夫、清水将夫、六代目三遊亭圓生、水谷実子、岡本文弥[5]

### 1973年版
1973年12月12日・同年12月19日にNET（現：テレビ朝日）系列の『女・その愛のシリーズ』（水曜21:00 - 21:55）で放送。
- 脚本：楠田清
- 監督：若杉光夫
- 制作：東映、NET
- 出演者：岸恵子、伊藤孝雄、石川絢子、山本勝、大滝秀治、清水将夫、滝沢修、米倉斉加年[6]

| KRT ウロコ座                      | KRT ウロコ座           | KRT ウロコ座   |
| 前番組                            | 番組名                 | 次番組         |
| --------------------------------- | ---------------------- | -------------- |
| 虚無僧                            | 鶴八鶴次郎（1956年版） | 尾花末露曽我菊 |
| フジテレビ系列 シオノギテレビ劇場 |                        |                |
| 人情話文七元結                    | 鶴八鶴次郎（1966年版） | 終末の刻       |
| NET系列 女・その愛のシリーズ      |                        |                |
| 婦系図                            | 鶴八鶴次郎（1973年）   | にごりえ       |